# Leontofrón
Leontofrón (en griego antiguo: Λεοντόφρων), también llamado Euríalo (Εὐρύαλος) o Doriclo (Δόρυκλος), fue, en la mitología griega, un hijo de Odiseo que fue muerto por su hermano Telémaco, según una versión tardía.
Partenio de Nicea nos narra su historia y añade que usó como fuente de referencia una tragedia de Sófocles titulada Euríalo, hoy perdida. El autor refiere que Ulises (Odiseo) no se portó mal solamente con Eolo. A la vuelta de sus errabundeos y tras haber dado muerte a los pretendientes de Penélope, con ocasión de un viaje al Epiro para consultar al orácuIo, sedujo también a Evipe, la hija de Tirimas, que lo había acogido amigablemente en su casa y colmado de atenciones. De esta unión nació su hijo Euríalo. Hombre ya, su madre lo envió a Ítaca confiándole una tablilla sellada que contenía ciertas señales, gracias a las cuales su padre lo reconocería. Por alguna circunstancia, Ulises no se encontraba entonces en su casa. Penélope que, por su parte, estaba ya al corriente de sus amoríos con Evipe, al conocer la historia, convenció a Ulises, a su regreso, para que, antes de que pudiera saber algo cierto de todo ello, diera muerte a Euríalo, acusado de conspirar contra él. De este modo, Ulises, por ser incapaz de dominarse y no conocer la moderación, se convirtió en el asesino de su hijo. No mucho después de este suceso, murió a consecuencia de una herida que su propio hijo (Telégono) le había causado con el aguijón de una raya de mar.